# Ковело
Ковело (гал. Covelo, ісп. Covelo) — муніципалітет в Іспанії, у складі автономної спільноти Галісія, у провінції Понтеведра. Населення — 3399 осіб (2009).
Муніципалітет розташований на відстані близько 440 км на північний захід від Мадрида, 32 км на південний схід від Понтеведри.

## Демографія
Динаміка населення (INE ):

## Галерея зображень

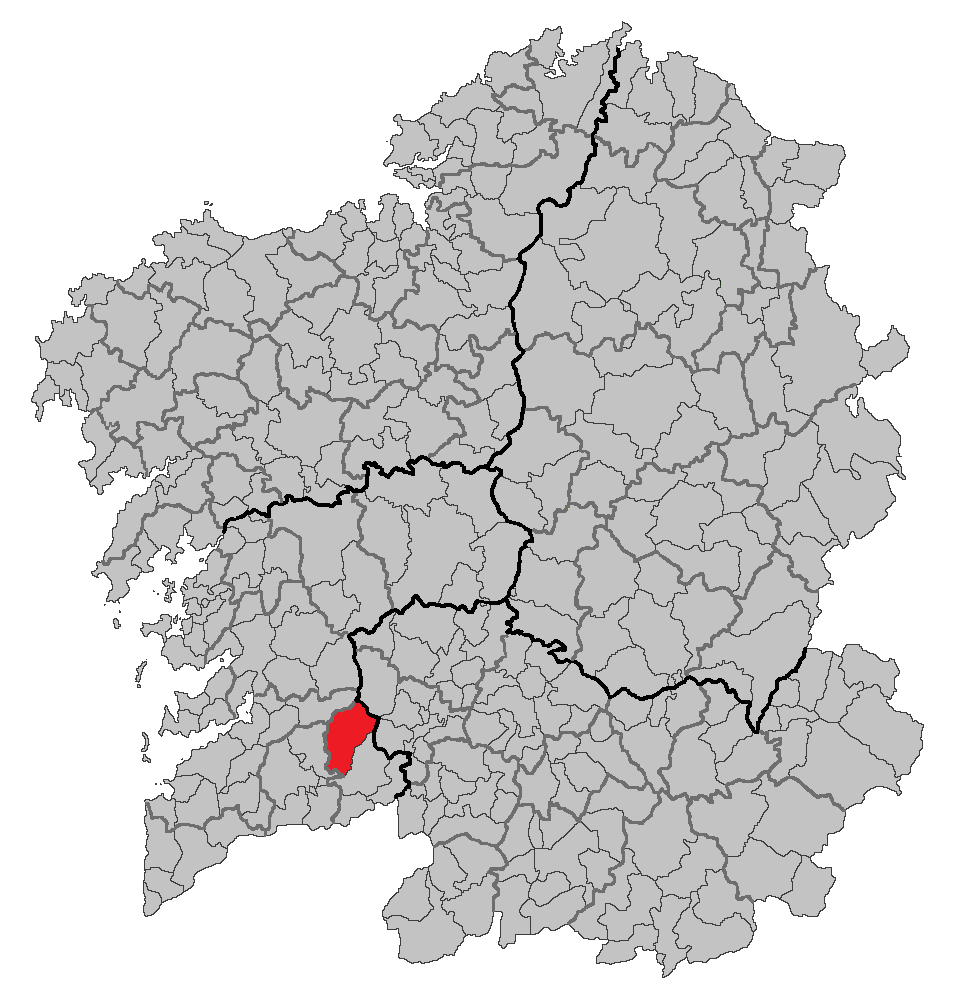
Розташування муніципалітету